# Pseudomiza leucogonia
Pseudomiza leucogonia är en fjärilsart som beskrevs av George Francis Hampson 1895. Pseudomiza leucogonia ingår i släktet Pseudomiza och familjen mätare. Inga underarter finns listade.